# Step

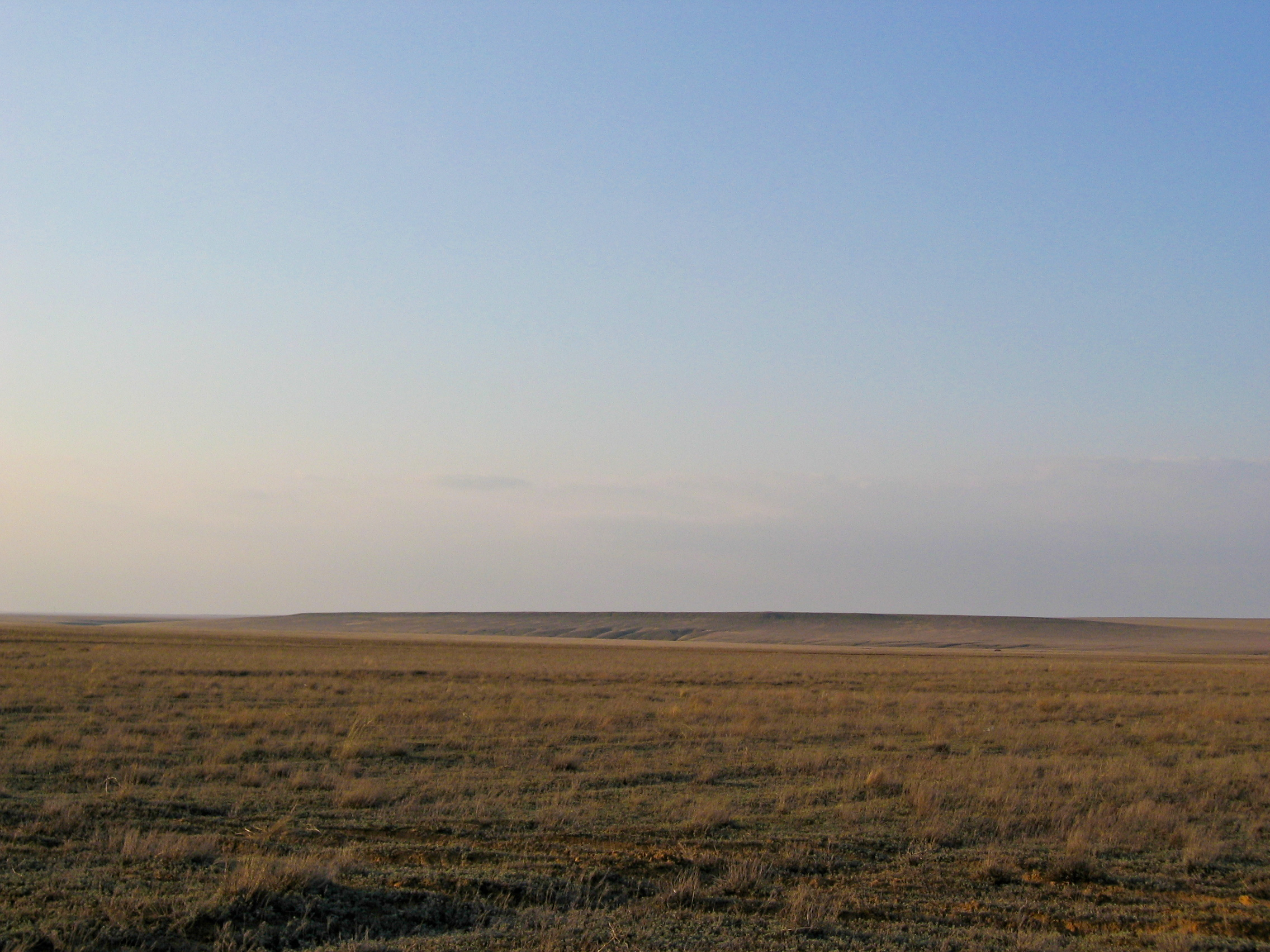
Step v západním Kazachstánu časně z jara

Step je označení pro travnaté oblasti mírného pásu. Rozkládají se na celkové rozloze přes 9 milionů km². Stepní klima se vyznačuje horkými léty a chladnými zimami. Celoročně je zde nedostatek srážek pro růst dřevin. Vegetační období netrvá déle než čtyři měsíce. Stepní půdy bývají velmi úrodné a v dnešní době jsou stepi proměněny ve světové obilnice.
Název step vznikl v ruštině pro travnaté formace mírného pásu. Pro travnaté formace tropů a subtropů se používá název savana.

## Rozšíření stepí

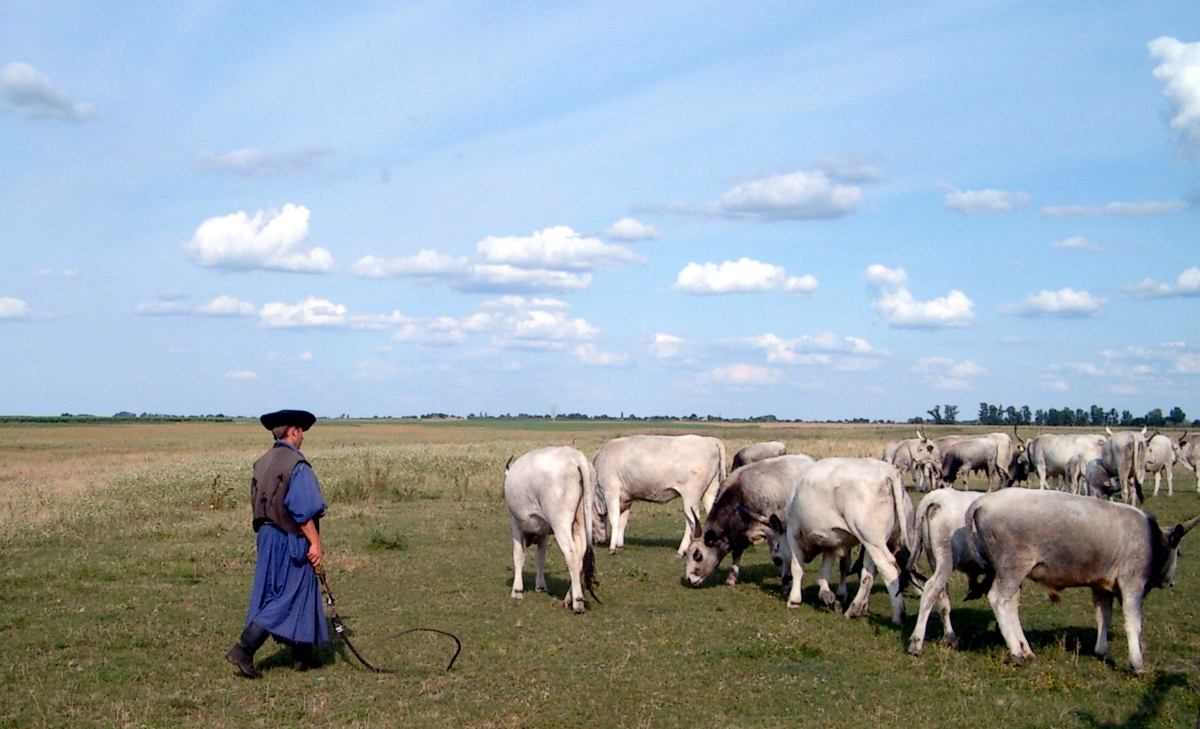
Maďarská puszta

Stepi pokrývají rozsáhlá území v nitru Eurasie, Severní Ameriky. Na jižní polokouli se vyskytují v Argentině.
Mohelenská hadcová step je největší step v Česku.

### Východoevropské stepi
Období vegetačního klidu je zde v zimě a v létě. Období vegetačního rozkvětu na jaře a na podzim. Léto bývá velmi suché a mnohé organismy ho přečkávají v klidových stádiích (anabióza, estivace). Roční úhrn srážek se pohybuje v rozmezí 300–500 mm. Na severní hranici s geobiomem opadavého listnatého lesa se vytvořila přechodná lesostep. V dnešní době jsou lesostepi přeměněny v pole. Maďarská step, nazývaná puszta, je antropogenně podmíněnou stepí, kdy zde lidskou činností byly v průběhu dějin vykáceny stromy.

### Středoasijské stepi

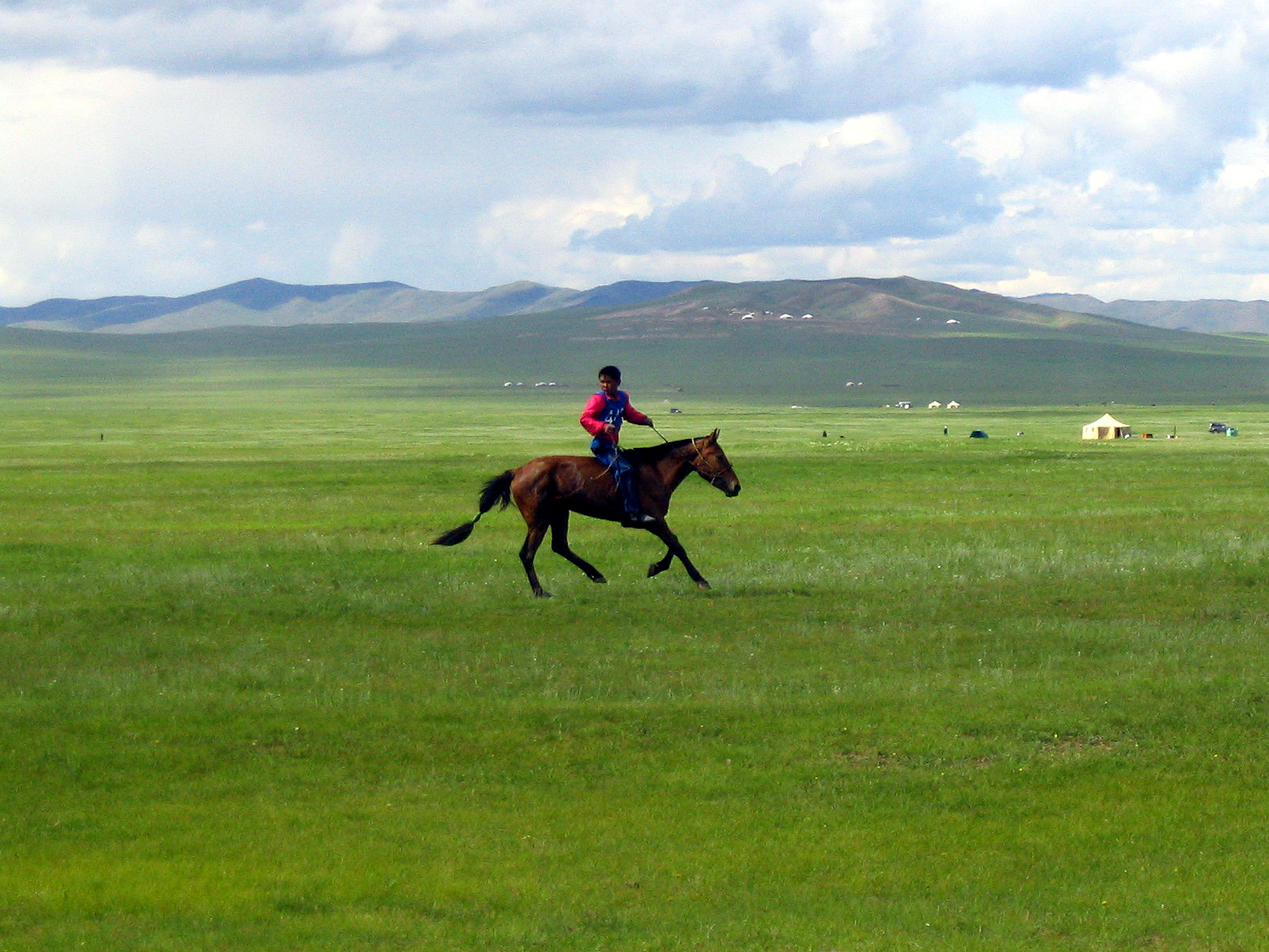
Step v Mongolsku

Zaujímají značné plochy v Kazachstánu a sahají až do Mongolska. Zdejší klima je extrémně kontinentální a období vegetačního klidu zde panuje od září až do května. V zimě sněhová pokrývka může chybět a tak je půda na jaře suchá a k vegetačnímu rozvoji dochází až v pozdním létě. Na horských hřbetech zaujímají pozici horské luční stepi, které s rostoucí nadmořskou výškou přecházejí v březové lesy a nakonec v jehličnatou tajgu.

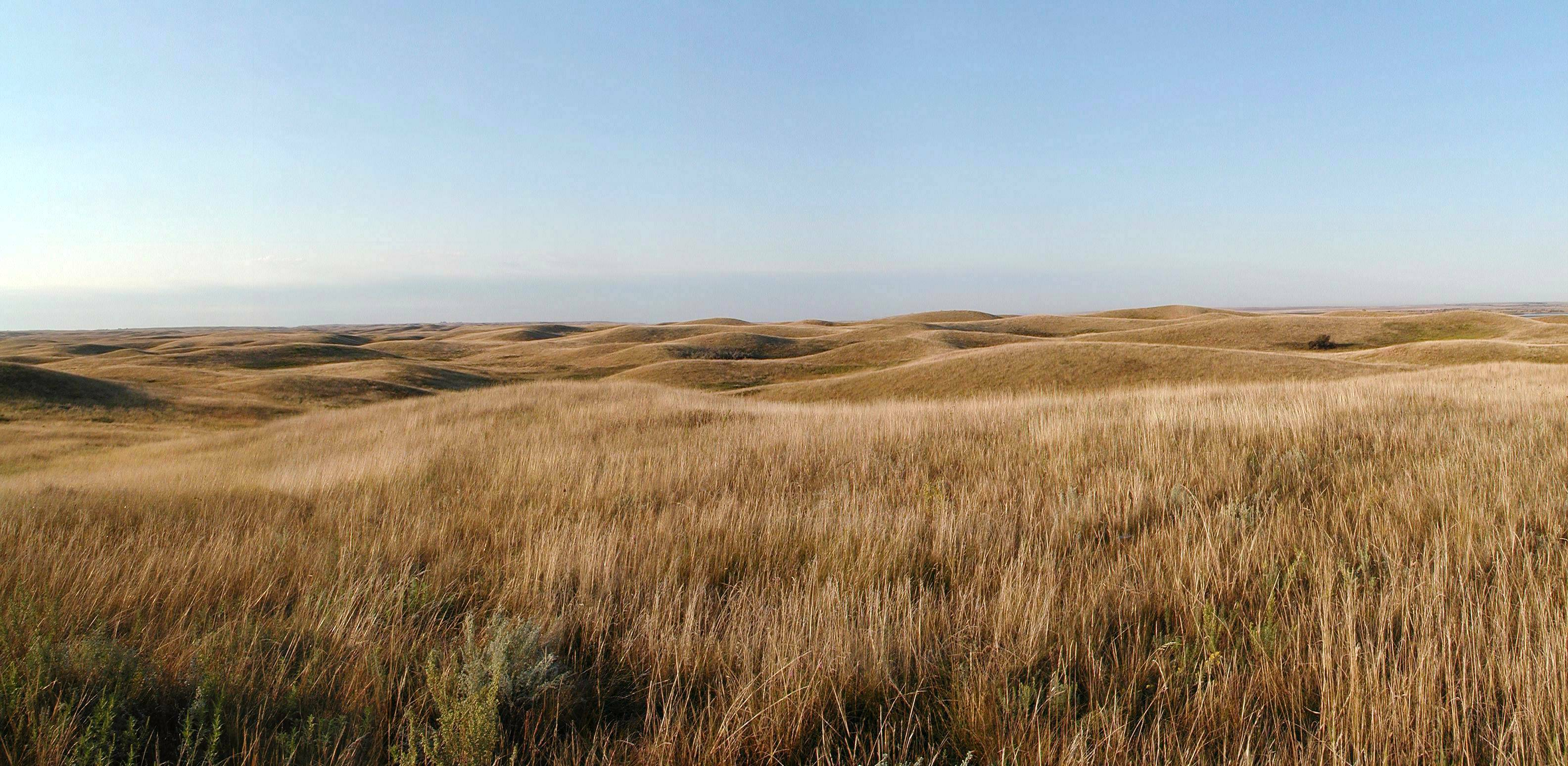
Americká prérie v Severní Dakotě

### Severoamerické stepi (prérie)
Zdejší klima má subhumidní charakter. Průměrné roční úhrny srážek se pohybují od 500 mm v chladnějších oblastech až k 1000 mm v teplejších oblastech. Teplo zde ubývá od jihu k severu a srážek ubývá od východu k západu. To způsobilo zákonité rozčlenění severoamerických stepí na čtyři pásy probíhající severojižním směrem. Od východu k západu se zde vyskytují: lesostep, dlouhostébelnatá prérie, smíšená prérie a krátkostébelnatá prérie.
V dlouhostébelnatých neboli pravých prériích činí roční úhrn srážek zhruba 600–1000 mm. Četné požáry a kdysi velká stáda bizonů znemožňovaly uchycení semenáčků dřevin. Dominujícím druhem v dlouhostébelnaté prérii je až 2 metry vysoká tráva vousatka.
V přechodných smíšených prériích začínají vysoké traviny ustupovat travinám nízkým. Tyto prérie jsou využívány jako zemědělská půda.
Krátkostébelnaté prérie zaujímají území na východním okraji Rocky Mountains. Zdejší klima je už semiaridní s úhrnem srážek 300–450 mm. Půdy jsou kaštanozemě. Převládá zde nízká „bizoní“ tráva nebo tráva „grama“.

### Jihoamerické stepi (pampy)
Pampa se rozkládá ve východní Argentině. V porovnání se stepmi severní polokoule zde panují příznivější klimatické podmínky. V zimě se zde prakticky nevyskytují mrazy. Srážky jsou rovněž relativně vysoké 800–1000 mm. V minulosti se zde patrně vyskytovaly i lesy, ale činností člověka byly odstraněny. V dnešní době je pampa velmi hustě osídlena a využívána k zemědělství.

## Stepní fauna
Významnou skupinu představují dobře pohybliví kopytníci. Další skupinu tvoří drobní hlodavci. Poslední skupinu tvoří šelmy a draví ptáci.

### Euroasijské stepi
Z býložravců zde žije sajga tatarská, osel kulan, v minulosti kůň Převalského; dále stepní svišť bobak, sysel, křeček, slepec, zajíc, krtek, vlk, kočka stepní neboli manul, rys karakal, orel stepní, sup, bažant a jeřáb.

### Severoamerické prérie
V minulosti zde žila ohromná stáda bizonů, dnes přežívají v rezervacích. Dále je pro toto prostředí typický vidloroh americký, kojot prériový, psoun prériový, tetřívek prériový a sova zemní

### Jihoamerické pampy
Žijí zde mara stepní neboli zajíc pampový, jelenec quazny, pudu jižní neboli jelínek pudu, nandu pampový, nandu stepní a lama guanako.

## Obyvatelé stepí

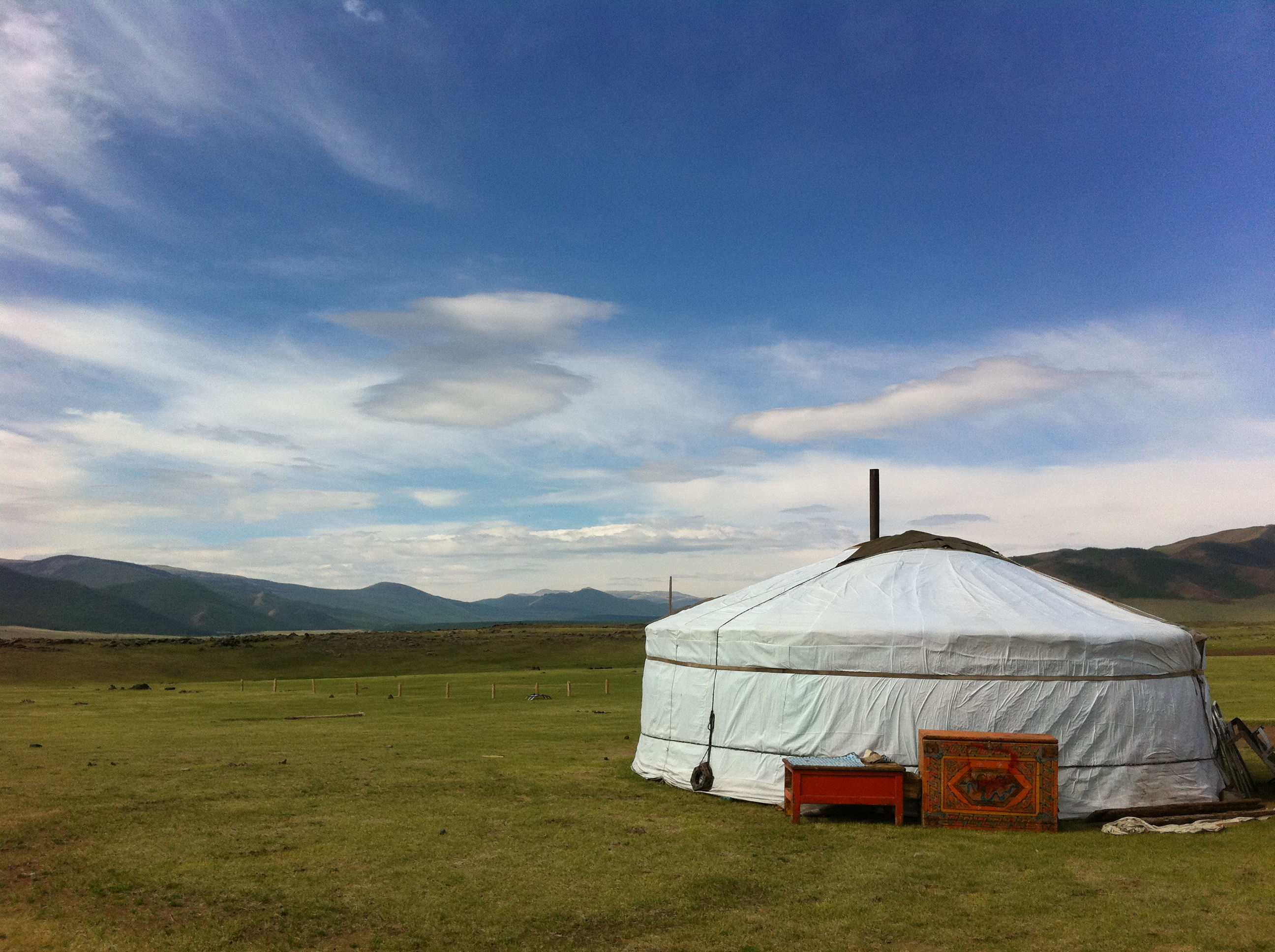
Mongolská jurta ve stepi

Podnebí stepí historicky nepřálo usedlému životnímu stylu, protože se zde nenacházelo příliš dřeva a srážky byly nízké. Obyvatelé proto byli nomádi živící se pastevectvím a závislí na koních jako dopravním prostředku. Až v poslední době snadná doprava materiálů pomocí železnice a zčásti i umělé zavlažování umožnily většinu stepních oblastí zúrodnit.
Euroasijské stepi byly po mnoho tisíciletí domovem rozličných kočovných kmenů, které často napadaly zemědělské civilizace v Evropě, na Blízkém východě a v Číně. Ve starověku to byli např. Kimmeriové, Skythové a Sarmati, v období stěhování národů Hunové a Avaři a ve středověku obávaní Mongolové (Tataři) nebo turkičtí Kumáni, kteří se pod tlakem Mongolů usadili ve 13. století na území Malé a Velké Kumánie v Maďarsku. Stále zemědělské osídlení jihoruských a ukrajinských stepí (tzv. Divoká pole) neumožňovaly až do 18. století nájezdy obávaných Krymských Tatarů.
Čína na tom byla po celou svou historii stejně, ba dalo by se říci ještě hůř, protože oblast stepí byla blíže, ostřeji ohraničená a lépe dostupná, což přimělo starověké Číňany k postavení slavné Velké čínské zdi na ochranu před kočovnými nájezdy. Přesto však byla Čína kočovníky několikrát ovládnuta, např. Mongoly, kteří založili dynastii Jüan. Později Čína zničila jednu z posledních velkých nomádských říší Džúngarský chanát.

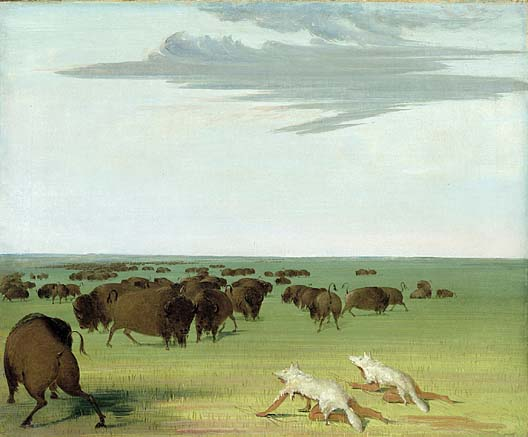
Indiánští lovci maskováni za vlky se pokouší přiblížit ke stádu bizonů

V Severní Americe byly prérie velice rychle osídleny Indiány po příchodu bělochů, kteří s sebou přivezli zvíře životně důležité k přežití ve stepi – koně. Tyto kultury však byly o několik staletí později zničeny rozpínajícími se Spojenými státy a prérie z větší části rozorány, ačkoli dodnes některé kmeny přežívají v rezervacích.
Podobně dopadla část eurasijských stepí – nejprve byly zúrodněny stepi na Ukrajině a evropském Rusku, od roku 1954 i celiny v Kazachstánu. Pokus o zúrodnění celin se však nesetkal s přílišným úspěchem, především kvůli suchému klimatu. Mongolská step je již pro zemědělství téměř zcela nevyužitelná kvůli nehostinnému klimatu.
Proto si některé národy eurasijských stepí dodnes zachovaly svůj původní kočovný styl života, jedná se především o Mongoly a Kazachy. Ten však dnes ustupuje postupné urbanizaci – lidé se stěhují do měst za prací a příslibem lepší životní úrovně.